# البرتو البیستگویی
البرتو البیستگویی (انگلیسی: Alberto Albístegui؛ زادهٔ ۲۴ سپتامبر ۱۹۶۴) بازیکن فوتبال اهل اسپانیا است.
از باشگاه‌هایی که در آن بازی کرده‌است می‌توان به باشگاه ورزشی رئال مایورکا و باشگاه فوتبال دپورتیوو لاکرونیا اشاره کرد.